# Tulio de Oliveira
Túlio de Paiva Nazareth Andrade de Oliveira (Brasília, 1976) é um pesquisador e professor universitário brasileiro. Foi eleito um dos dez cientistas mais influentes pela revista Nature.

## Biografia
Tulio ingressou no curso de Biotecnologia na Universidade Federal do Rio Grande do Sul (UFRGS), mas foi na Universidade de KwaZulu-Natal (UKZN) onde se formou em Ciências Biológicas, obteve seu mestrado e doutorado em Virologia. Desde 1997 vive na África do Sul, quando a sua mãe se mudou para o país.
Ele foi agraciado com duas bolsas de prestígio, uma sendo a European Commission Marie Curie Research Fellow na Universidade de Oxford, de 2004-2006 e uma Royal Society Newton Advanced Fellowship do Wellcome Trust Sanger Institute and University of Edinburgh, de 2015-2019.
Em 2015, foi promovido a Professor na UKZN e em 2017, fundou o Centro de Pesquisa, Resposta e Inovação em Epidemias (CERI) da Universidade de Stellenbosch, na África do Sul, do qual é diretor. Fundou, também em 2017, a KwaZulu-Natal Research Innovation and Sequencing Platform (Krisp), plataforma de sequenciamento de patógenos. No Krisp sequenciou vírus como o da dengue, zika, HIV e tuberculose.
Tulio e sua equipe foram os cientistas que sequenciaram as variantes Beta e Ômicron da COVID-19 e alertaram a Organização Mundial da Saúde (OMS) e outras autoridades sobre. Por conta de sua contribuição no sequenciamento e combate à pandemia de COVID-19, foi eleito um dos dez cientistas mais influentes pela revista Nature.
Possui também nacionalidade portuguesa.

## Prêmios e Homenagens
- 2021 – Nature's 10, da revista Nature[1]

- 2023 (5 de junho) – Grau de Comendador da Ordem do Mérito de Portugal[8]

## Livros
- HIV & TB Drug Resistance & Clinical Management Case Book (em inglês). [S.l.]: BioAfrica and SATuRN. 2013. ISBN 978-1-920014-91-9